# Bojtosúszós maradványhal
A bojtosúszós maradványhal (Latimeria chalumnae) az izmosúszójú halak (Sarcopterygii) osztályának bojtosúszójúhal-alakúak (Coelacanthiformes) rendjébe, ezen belül a Latimeriidae családjába tartozó faj.
Nemének a típusfaja.
1938 decemberében Dél-Afrika partjainál fogták ki első, 1,5 méteres példányát, mintegy 300 méter mélységből. A felfedezők egyike, Marjorie Courtenay-Latimer a közeli East-London múzeumába vitte. Itt derült ki, hogy a kihaltnak vélt coelacanthidák alosztályába tartozik. Az élő kövület híre szenzációként járta be a világsajtót. Azóta több példány is előkerült.

## Felfedezése
1938. december 23-án Hendrik Goosen halászhajó-kapitány a vonóhálójában találta az érdekes leletet. A halat tartósították, majd levelezésbe kezdtek James Leonard Brierley Smith professzorral, de a karácsony miatt elhúzódott a kapcsolatfelvétel, ezért a halat végül kitömték. Smith rögtön felismerte, hogy a kitömött hal, amelyet lát, azonos az addig csak kövületekből ismert bojtosúszós hallal. A preparálási eljárás miatt azonban nem állt rendelkezésre a csontváz, a kopoltyúk. Az 1938-as példányt a dél-afrikai East-London Múzeumban őrzik a mai napig is.

## Jellemzői
A bojtosúszós halak a csontos halak monofiletikus csoportjában az izmosúszójú halak közé tartoznak. Ezen halak jellegzetessége, hogy úszójukban csontok találhatók, amelyeket izmokkal mozgatni képesek. E tulajdonságaikat először fosszíliákon tanulmányozták, és már ezek alapján felállították azt az elméletet, hogy az összes szárazföldi gerinces ezek leszármazottja.
A Latimeria chalumnae ennek az ősi csoportnak ma is élő leszármazottja. Átlagosan 80-95 kg-os tömeget érhet el, 2 méter hosszúra nő, és enyhe ivari dimorfizmus ismerhető fel a testméretekben.
Elterjedése: az Indiai-óceán nyugati részétől Dél-Afrikáig, a kelet-afrikai part mentén Madagaszkártól Kenyáig. Életmódja nem valószínűsíti, hogy a szárazföldi állatok közvetlen őse lenne, legfeljebb közös őstől származik velük. A középmély vizeket kedveli, sosem kerülhet szárazföldre, izmos úszóit pedig nem az aljzaton sétálgatásra használja, hanem kormányzásra. Ilyen életterű és életmódú állat nem lehetett a szárazföldi gerincesekhez vezető út kezdete.
1989-től szigorúan védett, a kihalás szélén álló fajjá nyilvánították, tilos minden kereskedelmi célú halászata. Múzeumok és tudományos kutatások számára is csak külön beszerzendő engedéllyel lehet kifogni. 1998-ban a teljes populációját körülbelül 500 példányra becsülték. A Latimeria nem másik faját, a L. menadoensist szintén veszélyeztetettnek minősítették.